# Unterholl

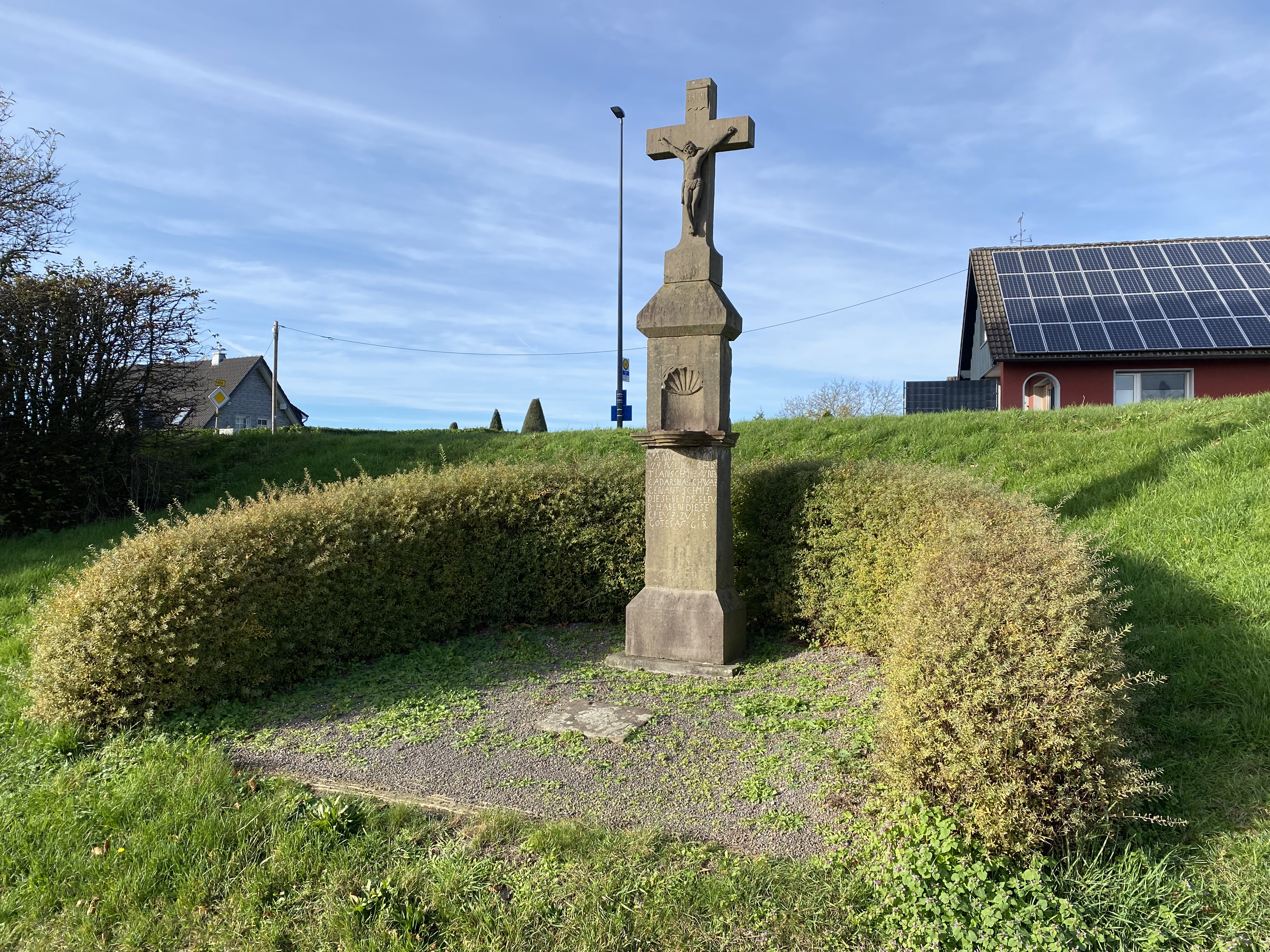
Wegekreuz (1766) an der B 506

Unterholl ist eine Ortschaft in der Gemeinde Wipperfürth im Oberbergischen Kreis im Regierungsbezirk Köln in Nordrhein-Westfalen (Deutschland).

## Lage und Beschreibung
Der Ort liegt im Südwesten der Stadt Wipperfürth südlich der Bundesstraße 506. Im Ortsbereich entspringt der Wipperfelder Bach. Nachbarorte sind Erlen, Lamsfuß und Wipperfeld.
Politisch wird der Ort durch den Direktkandidaten des Wahlbezirks 16 (160) Wipperfeld im Rat der Stadt Wipperfürth vertreten.

## Geschichte
1443 wird der Ort erstmals unter der Bezeichnung „in dem Hole“ in einer Einkunfts- und Rechteliste des Kölner Apostelstiftes genannt. Die Karte Topographia Ducatus Montani aus dem Jahre 1715 zeigt an der Stelle von Unterholl einen Hof und bezeichnet diesen mit „Holl“. Die Topographische Aufnahme der Rheinlande von 1824 zeigt auf umgrenztem Hofraum unter dem Namen „Nied. Holl“ drei getrennt voneinander liegende Grundrisse. Ab der Preußischen Uraufnahme von 1844 wird die Ortsbezeichnung Unterholl verwendet.
Dort, wo von der B 506 die Straße nach Unterholl abzweigt, befindet sich altes, unter Denkmalschutz stehendes Wegekreuz aus dem Jahr 1766.

## Busverbindungen
Über die Haltestelle Lamsfuß der Linie 427 (VRS/OVAG) ist Unterholl an den öffentlichen Personennahverkehr angebunden.